# Euopius grenadanus
Euopius grenadanus är en stekelart som först beskrevs av Fischer 1967.  Euopius grenadanus ingår i släktet Euopius och familjen bracksteklar. Inga underarter finns listade i Catalogue of Life.